# Hovops modestus
Hovops modestus är en spindelart som först beskrevs av Lenz 1886.  Hovops modestus ingår i släktet Hovops och familjen Selenopidae.
Artens utbredningsområde är Madagaskar. Inga underarter finns listade i Catalogue of Life.